# 임천 이이명 묘
임천 이이명 묘는 충청남도 부여군 임천면에 있다. 2015년 10월 30일 부여군의 향토문화유산 제127호로 지정되었다.